# Рокицкий, Михаил Рафаилович
Михаил Рафаилович Рокицкий — советский и российский учёный, доктор медицинских наук, профессор, депутат Государственной Думы РФ 3 и 4 созывов (1999—2007).

## Биография
Родился 28 сентября 1931 года в Ленинграде в семье врачей — офтальмолога Людмилы Владиславовны Рокицкой и акушера-гинеколога Рафаила Львовича Шубса. Врачами были и его дед и бабушка — Владислав Михайлович (1870—1934) и Мария Самойловна Рокицкие.
Окончил Куйбышевский государственный медицинский институт (1955, с отличием).
- 1955—1958 — зав. хирургическим отделением медико-санитарной части объединения «Первомайнефть», г. Отрадный Куйбышевской области.
- 1958—1961 — аспирант на кафедре факультетской хирургии Куйбышевского государственного медицинского института (1958—1960) и при кафедре грудной хирургии Белорусского ГИДУВа в г. Минск (1960—1961)
- 1961—1965 — старший научный сотрудник Белорусского института усовершенствования врачей, зав. проблемной лабораторией искусственного кровообращения, хирургии сердца и легких.
- 1965—1967 — ординатор отделения детской хирургии и торакальной хирургии 5‑й клинической больницы г. Минск.
- 1967—2000 — заведующий кафедрой детской хирургии Казанского государственного медицинского института.

Доктор медицинских наук, профессор.
Народный депутат РСФСР (1990—1993), депутат Государственной Думы РФ 3 и 4 созывов (1999—2007). В 1999 году избран по списку ОВР. Входил в группу «Регионы России» . В 2003 году переизбран от Единой России.
Умер 26 ноября 2018 года. Похоронен на Арском кладбище.

## Награды
- Медаль ордена «За заслуги перед Отечеством» II степени (2007)[1].
- Заслуженный деятель науки Республики Татарстан (1991).
- Заслуженный деятель науки Российской Федерации (1997).
- Государственная премия Республики Татарстан в области науки и техники (1997).